# Alexandre Tanevot
Alexandre Tanevot, né en septembre 1691 à Versailles et mort le 10 avril 1773 à Paris, est un auteur dramatique et librettiste français, auteur de poésies et de pièces de théâtre.

## Biographie
On connaît peu de choses de sa biographie si ce n'est qu'il a été Premier Commis des Finances, Censeur Royal et membre de l'Académie de Nancy. Ces fonctions le mettent à l'abri financièrement mais il se moque volontiers dans ses écrits de la cupidité et de l'injustice provoquée par les demandes de grâces de ceux qui, comme lui, n'en ont pas besoin. Il est qualifié d'homme respectueux de la religion, véritable philosophe chrétien.
Cité dans un ouvrage consacré aux Œuvres complètes de Voltaire avec remarques et annotations d'une Société de Gens-de-Lettres, ses auteurs, en rapportant qu'une des poésies de Alexandre Tanevot était dédiée A l'auteur d'une Epître à Uranie de Voltaire, le qualifie de financier, homme de bien, mais mauvais poète.
Il a écrit deux tragédies en vers , Sethos et Adam & Eve, qui n'ont jamais été représentées au théâtre. Son mérite principal est la pureté et la douceur du style qui deviennent des faiblesses quand il s'attache aux bons principes de la morale et du goût. En post-face de l'édition de 1752 du livre Adam & Eve, Fontenelle, avant approbation et privilège du roi, écrit "Cette pièce, qui n'est pas faite pour la représentation ordinaire, est très digne de l'impression par la force des sentiments et la noblesse de la versification".
Un auteur contemporain (1988), Alain Tichoux, dans son livre "Sur les origines de l'Anti-Pascal de Voltaire", écrit: "Les attaques d'Alexandre Tannevot et de Deschamps contre l'Epître à Uranie auraient inspiré la rédaction de la 25e des Lettres Philosophiques de Voltaire.
Son Discours sur la vie et les ouvrages de De La Lande constitue la première biographie du célèbre musicien qui servit de préface à l'édition posthume en 1729 de quarante de ses grands motets.

## Œuvres

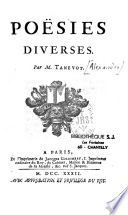
Page de couverture de Poésies

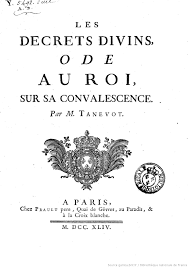
Page de couverture de Les décrets divins

- Poésies diverses, 1732, [lire en ligne]
- Sur la statue équestre du Roi, 1763, [lire en ligne]
- Adam & Eve, 1752, [lire en ligne]
- Sur la conquête de Port-Mahon, 1756
- Epître à Monsieur de la Vigne, premier médecin de la Reine, 1756
- Le Tombeau de Monsieur Néricault-Destouches, de l'Académie françoise , 1754, [lire en ligne]
- La Parque vaincue, 1754, [lire en ligne]
- Le Roy victorieux à Fontenoy et à Tournay, 1745
- Épître à M. Néricault-Destouches, de l'Académie française, 1747
- Les décrets divins, Ode au Roi sur sa convalescence, 1744
- Sethos, 1740, [lire en ligne]
- Le Collège royal, Ode à Messieurs les Professeurs Royaux, 1738
- Le retour des dieux sur la terre, divertissement en musique, 1727, [lire en ligne]
- Discours sur la vie et les ouvrages de De La Lande, 1729